# Pollock (película)
Pollock es una película estadounidense de 2000, producida, dirigida y protagonizada por Ed Harris; Marcia Gay Harden, Val Kilmer y Amy Madigan en los papeles principales. 
Basada en la vida del pintor abstracto estadounidense Jackson Pollock.

## Sinopsis
El film narra la vida de Jackson Pollock (Ed Harris), pintor estadounidense de compleja personalidad y adicto al alcohol, desde que busca el éxito entre el mundillo artístico en la década de 1940, hasta su muerte en 1956. 
Junto a él aparecen en la pantalla tanto su familia, como nombres relevantes de la cultura estadounidense de la posguerra: la pintora Lee Krasner (Marcia Gay Harden), con quien acaba casándose; el pintor de origen neerlandés Willem de Kooning (Val Kilmer); su mecenas Peggy Guggenheim (Amy Madigan), etc. Pollock pasa en muy pocos años de ser un completo desconocido, a convertirse en el artista estadounidense más relevante de su tiempo.

## Reparto
- Ed Harris - Jackson Pollock
- Marcia Gay Harden - Lee Krasner
- Tom Bower - Dan Miller
- Jennifer Connelly - Ruth Kligman
- Bud Cort - Howard Putzel
- John Heard - Tony Smith
- Val Kilmer - Willem de Kooning
- Amy Madigan - Peggy Guggenheim
- Sally Murphy - Edith Metzger
- Stephanie Seymour - Helen Frankenthaler
- Matthew Sussman - Reuben Kadish
- Jeffrey Tambor - Clement Greenberg
- Norbert Weisser - Hans Namuth
- Everett Quinton - James Johnson Sweeney
- John Rothman - Harold Rosenberg
- Kenny Scharf - William Baziotes
- Sada Thompson - Stella Pollock

## Premios
Marcia Gay Harden ganó un Premio Oscar como actriz de reparto por esta película. 
- Datos: Q1466736